# Johann Ludwig Casper
Johann Ludwig Casper (Berlín, 11 de marzo de 1796–24 de febrero de 1864) fue un científico y académico alemán que se interezó por la criminología, medicina legal y patología.

## Biografía
Casper nació en Berlín en 1796. Estuduió medicina y farmacología en las ciudades de Berlin, Göttingen y Halle, donde se doctoró finalmente en 1819. Emprendió un viaje intelectual por Europa donde se familiarizó con las inovaciones médicas entre Francia y Reino Unido, hasta que regresó a su ciudad natal en 1822. Desde 1824 se convirtió en profesor del Colegio de Medicina de la Providencia de Brandenburgo y docente en un centro médico privado, donde sus mayores inquietudes se orientaron en la patología y pediatría.
En 1829 se convirtió en profesor de medicina forence y en 1841 se convirtió en director de una institución privada dedicada a la medicina legal. En 1852 publicó un tratado titulado Sobre la violación y la pederastia y su investigación por el médico forense, donde el término pederastia aludía particularmente a la homosexualidad.
En 1858 propuso una constante del tiempo que tarda un cadaver en descomponerse en el aire, agua y tierra (a saber, uno, dos y ocho respectivamente), que sería bautizada como el Dictum de Casper. Casper pudo haber sido el primer escritor en incluir litografías a color en libros sobre patología forense. Antes de su repentina muerte en 1864, Casper publicó litografías a color de heridas de bala en cadáveres en su libro de texto, Atlas zum Handbuch der gerichtlichen Medicin.